# Nikahu al-mut'ah
Nikah al-mut'ah (Arabisch:نكاح المتعة (huwelijk van genot)) of het Perzische sighe is een onder strikte voorwaarden geoorloofd tijdelijk huwelijk op basis van Soera An-Nisa, aya 24. Dit huwelijk is slechts geldig voor een beperkt deel van de moslims, namelijk de usuli's, die een stroming vormen binnen de twaalvers, en behoren tot de sjiieten. Binnen alle andere stromingen van de islam wordt deze aya met behulp van tafsir anders geïnterpreteerd. Doorgaans wordt alleen een huwelijk geaccepteerd, dat in beginsel niet tijdelijk is. Alleen de usuli's kennen dus twee soorten van het huwelijk.
Na de afgesproken tijd wordt het huwelijk automatisch ontbonden. Afhankelijk wat beide partijen overeenkomen kan deze termijn variëren van een uur tot 99 jaar. Er ontstaan geen erfrechten tegenover de vrouw, maar wel voor eventuele kinderen die uit het huwelijk geboren worden. Deze kinderen worden ook erkend.
De andere stromingen, zoals de soennieten erkennen wel dat Mohammed het tijdelijke huwelijk goedkeurde voor moslimmannen op zakenreis of op veldtocht. Immers, een tijdelijk huwelijk is beter dan overspel. Het was een concessie aan de menselijke zwakte. Later is het, net als de geleidelijke invoering van het alcoholverbod, haram (verboden) verklaard. Volgens de usuli's echter heeft Omar het verbod ingesteld, een kalief die zij als sjiieten niet erkennen.

## Achtergrondinformatie
Nikah al-mut'ah is een controversieel onderwerp waar veel over gediscussieerd wordt.